# ان‌جی‌سی ۳۴
ان‌جی‌سی ۳۴ (انگلیسی: NGC 34) یک کهکشان مارپیچی در صورت فلکی نهنگ است.